# Windows Server 2019
Windows Server 2019 – serwerowa wersja systemu operacyjnego Microsoftu będąca częścią rodziny systemów operacyjnych Windows NT. Udostępniona została do sprzedaży 2 października 2018 r.

## Nowe funkcje
Do nowych funkcji dostępnych w Windows Server 2019 należą:
- Windows Subsystem for Linux (WSL),
- Obsługa Kubernetes (Beta),
- Inne nowe funkcje GUI wprowadzone w Windows 10 wersja 1809:
  - Storage Spaces Direct,
  - Storage Migration Service,
  - Storage Replica,
  - System Insights,
- Ulepszony Windows Defender,
- Windows Admin Center.

## Edycje
Windows Server 2019 ma trzy główne edycje:
- Datacenter – posiada wszystkie możliwości systemu wraz z nielimitowaną wirtualizacją
- Standard – podstawowa wersja systemu z limitowaną wirtualizacją (umożliwia korzystanie z dwóch środowisk OSE lub maszyn wirtualnych)
- Essentials – dla organizacji z nie więcej niż 25 użytkownikami i 50 urządzeniami